# Sandstorm Films
Sandstorm Films es un estudio cinematográfico, fotográfico y de animación con sede en el Londres, Reino Unido fundado y dirigido por Tom Ward desde el año 2000 que produce contenido para la industria del cine a través de la filmación, fotografía, inteligencia artificial, animación digital y CGI, además de brindar consultoría cinematográfica y desarrollar tecnología especializada para la filmación.
Recientemente, se han especializado mayormente en la desarrollo de technodollys para empresas de alto renombre como Marvel Studios, Disney y Netflix.

## Filmografía

### Cine
| Año  | Nombre               | Papel       | Notas                                     |
| ---- | -------------------- | ----------- | ----------------------------------------- |
| 1996 | Exit in Red          | Producción  | "Seducción Mortal" en español.            |
| 1998 | Outside Ozona        | Producción  | "Camino al infierno" en español.          |
| 2004 | Sniper 3             | Produccción | "Beckett, sombras del pasado" en español. |
| 2006 | Wicked Little Things | Produccción | "Zombies" en español.                     |

### Televisión
| Año  | Nombre               | Papel       | Notas                          |
| ---- | -------------------- | ----------- | ------------------------------ |
| 1995 | Black Day Blue Night | Producción  | Película para su venta en VHS. |
| 2002 | Sniper 2             | Produccción | Película para la televisión.   |

### Cortometrajes
| Año  | Nombre           | Papel         | Notas                                       |
| ---- | ---------------- | ------------- | ------------------------------------------- |
| 2020 | Buzz, Buzz, Buzz | Participación | Agradecimientos por parte de la producción. |
| 2024 | Strike           | Producción    | Emitido en festivales de cine.              |

### Videos musicales
| Año  | Nombre      | Papel      | Notas                               |
| ---- | ----------- | ---------- | ----------------------------------- |
| 2018 | Intravenous | Producción | De los músicos Calyx & TeeBee.      |
| 2020 | High on You | Producción | De los músicos Sigma y John Newman. |